# Брешан, Винко
Винко Брешан (хорв. Vinko Brešan; 3 февраля 1964, Загреб, СФРЮ) — хорватский актёр, режиссёр, сценарист, продюсер.

## Биография
Изучал философию и сравнительной литературу в университете Загреба, а также искусство кино и телевидения в Академии театрального искусства.
Первый свой короткометражный фильм снял в 1988 году.
В 1996 году — первый полнометражный фильм «Как началась война на моём острове». Действие фильма разворачивается в первые дни гражданской войны в Югославии, командир воинской части пытается сохранить верность присяге СФРЮ, несмотря на рост национальных и националистических тенденций.
В своих последующих фильмах Винко Брешан вернулся к мотивам войны и вопросам современной ситуации на Балканах.
В 1999 году снял комедию «Маршал» («Призрак маршала Тито»), повествующий о маленьком хорватском острове на котором появляется призрак бывшего югославского лидера.
С 2004 — директор студии «Загреб-фильм».

## Награды
Ещё будучи студентом, в 1988 году был награждён премией Оберхаузена, как дебютант за короткометражный фильм «Nasa Burza» («Наша буря»).
В 1994 и 1995 годах награждён премией Oktavijan на фестивале хорватского кино (фильмы «Zajednički ručak» и «Hodnik»).
Впоследствии лауреат 5 кинопремий (трёх — на фестивале игрового кино в Пуле (1996), премии Oktavijana (1997) и главной награды на Cottbus Film Festival of Young East European Cinema(1996).
В 2000 фильм «Маршал» был кандидатом на премию «Оскар» «за лучший фильм на иностранном языке».
В 2003 году поставил фильм «Свидетели» по мотивам романа Ю. Павичича, награждённый на 54-м Берлинале (2004).
Как режиссёр снял более 28 короткометражных и документальных, 9 полнометражных игровых фильмов, автор 7 киносценариев.

## Режиссёр
- 1996 — Как началась война на моём острове / Kako je poceo rat na mom otoku
- 1999 — Маршал / Marsal
- 2003 — Свидетели / Svjedoci
- 2008 — Не конец / Nije kraj
- 2013 — Дети священника / Svecenikova djeca

## Сценарист
- 1996 — Как началась война на моём острове / Kako je poceo rat na mom otoku
- 1999 — Маршал / Marsal
- 2003 — Свидетели / Svjedoci
- 2008 — Не конец / Nije kraj
- 2013 — Дети священника / Svecenikova djeca

## Актёр
- 1994 — Каждый раз когда мы расстаёмся / Svaki put kad se rastajemo
- 1995 — Мёртвая точка / Mrtva točka
- 1996 — Как началась война на моём острове / Kako je poceo rat na mom otoku
- 1997 — Русское мясо / Rusko meso
- 1999 — Маршал / Marsal
- 2001 — На станции в Пулу / Na stanici u Puli
- 2005 — Шишки и принцессы / Bitange i princeze
- 2009 — Закон! / Zakon!